# Автогараж Соколова и Иванова
Автогара́ж С. И. Соколо́ва и З. И. Ивано́ва — историческое здание Саратова, прославилось благодаря барельефу автомобиля в верхней части дома.

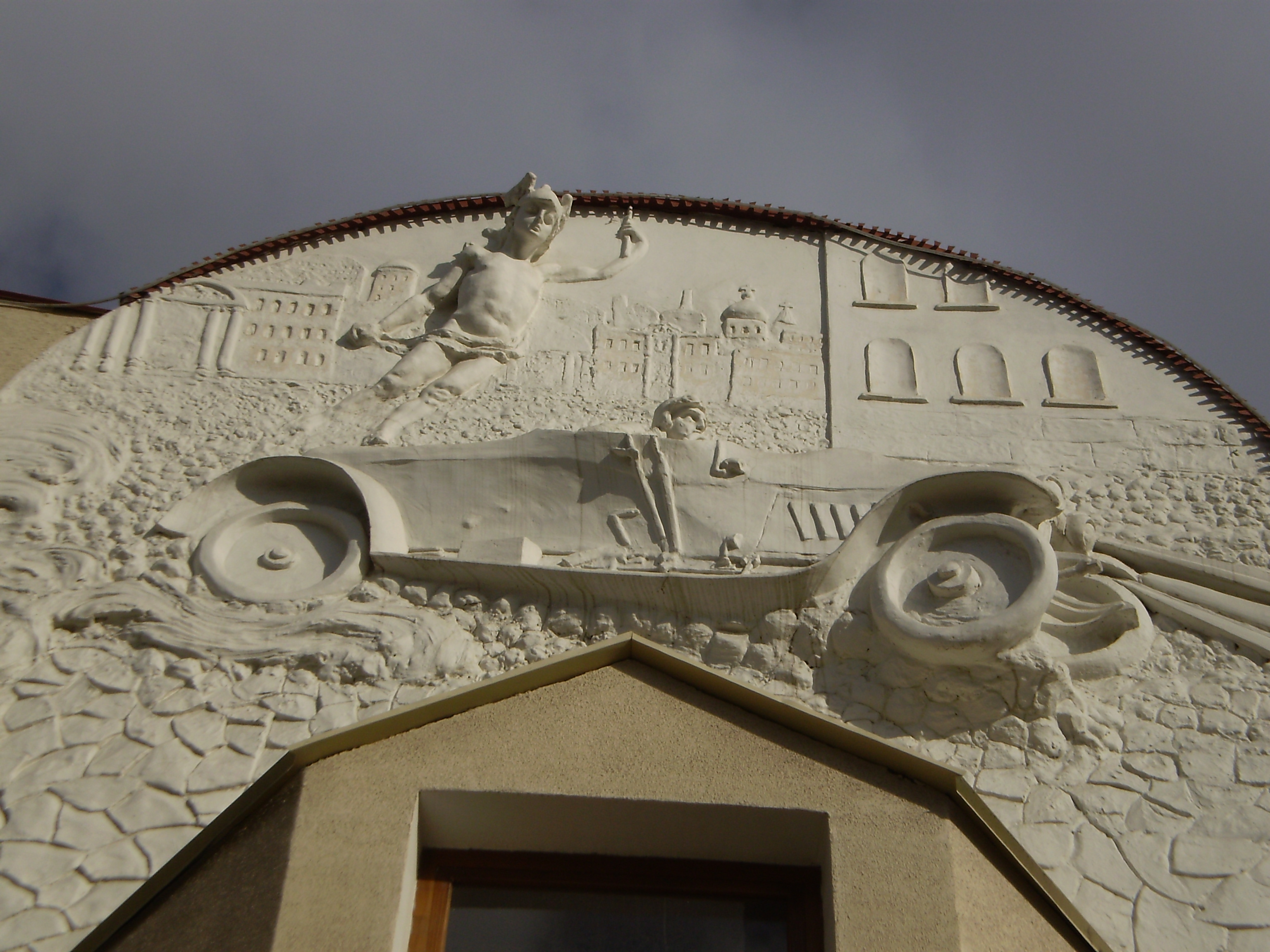
Барельеф автогаража Иванова в Саратове

## История
Построено здание было в 1887 году. Принадлежало до 1913 года владельцам зеркальной фабрики Н. И. Седову и П. П. Борисову-Морозову.
Оконное стекло: богемское, полубелое, цветное, матовое, мозаичное, рифленое, морозовое, прессованное. Зеркала и фантазии!
— гласила реклама мастерской.
Но владельцы разорились и вынуждены были продать здание фабрики владельцам автомобильного дела С. И. Соколову и. З. И. Иванову, которые устроили здесь автомобильный гараж — место «стоянки, продажи, полного ремонта и проката автомобилей». Гараж стал называться их именами. Была произведена реставрация здания и скульптурное украшение фасада. С того момента дом венчают фигурки ангелов и барельеф едущего автомобиля.

## Захарий Иванов и «Золотой телёнок»
В 1925 году З. И. Иванов занялся сдачей автомобилей в прокат. И вскоре жители Саратова увидели старый автомобиль у невысокого полосатого столба, на котором висела надпись — «Биржа автомобилей». Это же увидел и корреспондент известной тогда газеты «Гудок» Илья Ильф. Таким образом, Захарий Иванович Иванов стал прообразом шофера Адама Козлевича и оказался на страницах романа И. Ильфа и Е. Петрова «Золотой телёнок».